# Delavirdine
Pour les articles homonymes, voir DLV.
La delavirdine (DLV) est un médicament antirétroviral. C'est un inhibiteur non nucléosidique de la transcriptase inverse (INNTI), utilisé pour le traitement de l'infection par le VIH. Cette substance active est commercialisée sous le nom de Rescriptor.
Le Rescriptor n'a pas, en mai 2008, d'autorisation de mise sur le marché (AMM) en France, nécessaire à sa commercialisation. Il est cependant disponible pour certains patients en autorisation temporaire d'utilisation (ATU).